# Shanghai Shendi Group
Shanghai Shendi Group Co., Ltd. est une coentreprise faîtière détenue à 100 % par l'État chinois, créée pour gérer et exploiter le complexe de loisirs Shanghai Disney Resort,.